# Lysgårdsbakken

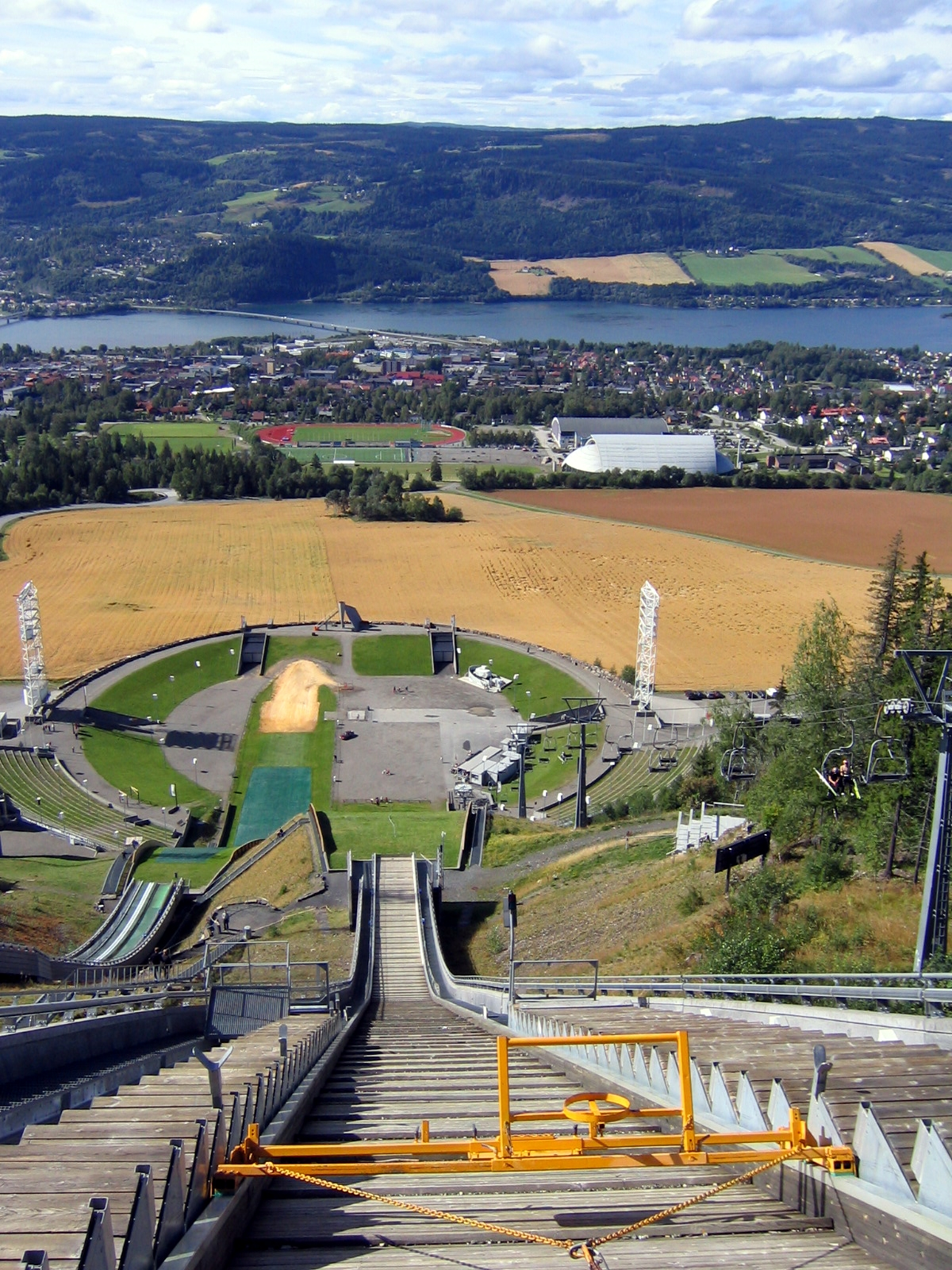
Lysgårdsbakken sommaren 2004

Lysgårdsbakken är en norsk backhoppsanläggning i Lillehammer i Oppland fylke som stod klar i december 1992. Anläggningen byggdes för att användas under Olympiska vinterspelen 1994. Backanläggningen ligger vid Kanthaugen ovanför Stampesletta i Lillehammer. Anläggningen består av två hoppbackar med K-punkt/backstorlek K90/HS100 och K123/HS138. En stollift som kan transportera utövare och andra upp i backen är installerad. Anläggningen har en kapacitet på ungefär 40 000 åskådare. Lillehammer Olympic Park har blivit en av stadens mest populära och besökta turistattraktioner.

## Historia
Lysgårdsbakken byggdes för att ersätta Balbergbakken vid Fåberg. Under ansökningsprocessen till Olympiska spelen var planen att använda Balbergbakken under OS, men planen ändrades 1989 efter att Lillehammer tilldelats mästerskapen. Lysgårdsbakken stod klar i december 1992. Hoppanläggningen ligger där alpincentret Lillehammer skisenter länge låg, då en alpinanläggning med tre slalombackar. Man arrangerade världscuptävling i Lysgårdsbakken första gången i mars 1993.
Stora backen blev 2006 utbyggd från K120 (HS134) till K123 (HS138). Normalbacken var redan från början belagd med plastmattor, något som gjorde att backen kunde användas hela året, oavsett tillgång på snö. Stora backen fick plastmattor 2007.
Lysgårdsbakken användes under öppnings- och avslutningsceremonierna i OS 1994. Under öppningsceremonin bars den olympiska elden sista sträckan in i arenan med hoppbacken, i handen på en backhoppare. Ole Gunnar Fidjestøl blev utvald att hoppa med OS-elden, men han föll och skadade sig under träning med facklan två dagar före ceremonin. Han kom att ersättas av reserven Stein Gruben, som hoppade med facklan i hans ställe.
Tillsammans med Holmenkollbacken i Oslo och Granåsen i Trondheim är Lysgårdsbakken nasjonalanlegg (svenska: nationalstadion) för backhoppning i Norge. Det arrangeras världscuptävlingar i stora backen årligen, delvis som en del av det så kallade Nordiska turneringen (Nordic Tournament).
Här tävlades de olympiska tävlingarna i backhoppning och nordisk kombination. De olympiska backhoppstävlingarna startade 20 februari med hopp i stora backen (K120). Jens Weissflog från Tyskland vann tävlingen före norrmannen Espen Bredesen och österrikaren Andreas Goldberger. Två dagar senare startade laghoppstävlingen. Japanerna hoppade bra och var i täten helt tills bara Masahiko Harada var kvar på toppen. Jens Weissflog gratulerade Harada till segern redan innan de sista hoppen var gjorda – ett uppträdande som många tyckte illa om. Harada misslyckades med sista hoppet och förlorade segern till Tyskland. Österrike tog bronset.
Tävlingen i normalbacken (25 februari) orsakade en del busvisslingar bland de 40 000 åskådarna när Jens Weissflog gjorde sitt första hopp. Publiken tyckte att Weissflog hade varit osportslig mot Harada i lagtävlingen. Som svar gav Weissflog åskådarna och TV-publiken fingret. Publiken reagerade spontant och buade kraftigt mot Weissflog. Espen Bredesen vann tävlingen före Lasse Ottesen som säkrade en dubbel åt Norge. Dieter Thoma tog bronset bara 0,5 poäng före landsmannen Jens Weissflog.
I nordisk kombination hölls två tävlingar, individuellt och en lagtävling. Fred Børre Lundberg från Norge vann den individuella tävlingen före japanen Takanori Kono. Bronsmedaljen gick till Lundbergs landsman Bjarte Engen Vik. I lagtävlingen var japanerna suveräna (som de hade varit under skid-VM i Falun året innan) och vann guldet före hemmafavoriterna Norge. Schweiz tog bronset. Japanernas överlägsna seger fick Internationella Skidförbundet (FIS) att ändra reglerna för lagtävlingen i nordisk kombination. Från att längdåkningsstafetten varit 3 × 10 km ändrades distansen för framtida stafetter till 4 × 5 km.

## Backrekord
Officiella backrekordet i stora backen är 146 meter, satt av schweizaren Simon Ammann i världscupen 6 december 2009. I samma tävling hoppade österrikaren Gregor Schlierenzauer hela 150,5 meter, men föll. Normalbackens backrekord på snö är 105 meter, satt under världscupen 3 december 2011 av Andreas Kofler från Österrike. Backrekordet i normalbacken på plast är 106,5 meter och hålls av Daniela Iraschko, också hon från Österrike, och sattes under kontinentalcupen 11 september 2010.

## Gamla Lysgårdsbakken
"Lysgårdsbakken" var också namnet på en tidigare hoppbacke, som också låg i Kanthaugen nära platsen där nuvarande hoppbackar ligger. Den gamla Lysgårdbakken öppnade 15 februari 1893. Lysgårdsbakken användes 1909 under första Hovedlandsrennet, norska mästerskapen (NM) på skidor, och arrangerade också Hovedlandsrennet 1927 och NM 1948. Längsta hopp i öppningstävlingen var 26,5 meter; backrekordet förbättrades 1909 till 30 meter under Hovedlandsrennet. Under mästerskapen 1927 satte Birger Ruud nytt backrekord med 50,5 meter.

## Övrigt
Anläggningen tilldelades det norska arkitekturpriset Betongtavlen 1993. Priset delas ut av Norsk Betongforening i samarbete med Norske Arkitekters Landsforbund.
Den skotske sångaren KT Tunstall spelade 2008 in de flesta delarna av singeln If Only i stora backen (K120).